# Lindi
Lindi – miasto w Tanzanii, nad Oceanem Indyjskim, ośrodek administracyjny regionu Lindi. Około 69 tys. mieszkańców.